# Karl Ludwig Deppisch
Karl Ludwig Deppisch (* 6. November 1908 in Würzburg; † 1987) war ein deutscher Kaufmann.

## Werdegang
Karl Ludwig Deppisch kam als Sohn des Kaufmanns Ludwig Deppisch zur Welt. Er studierte Staats- und Wirtschaftswissenschaften an den Universitäten in München, Würzburg und Breslau und schloss mit Promotion zum Dr. rer. pol. ab. 1934 übernahm er von seinem Vater die Leitung der Firma J. B. Deppisch, Eisenwaren am Marktplatz in Würzburg, die er nach Zerstörung im Krieg ab 1945 am alten Standort neu aufbaute. 
Ab 1949 war er Vizepräsident der Industrie- und Handelskammer Würzburg und von 1961 bis 1963 Präsident. Er war Mitglied des Präsidiums des Deutschen Industrie- und Handelstages (DIHT). Zudem war er Aufsichtsratsvorsitzender des Großeinkaufsverbandes Nürnberger Bund. Er war Präsident der Gesellschaft „Freunde mainfränkischer Kunst und Gesellschaft“.

## Ehrungen
- 1974: Großes Verdienstkreuz der Bundesrepublik Deutschland